# یواس‌اس پی‌سی-۴۶۵
یواس‌اس پی‌سی-۴۶۵ (به انگلیسی: USS PC-465) یک زیردریایی بود که طول آن ۱۷۴ فوت ۹ اینچ (۵۳٫۲۶ متر) بود. این زیردریایی در سال ۱۹۴۲ ساخته شد.